# Enchentes no Brasil em 1979
As enchentes no Brasil em 1979 foram uma série de fenômenos que ocorreram, com maior destaque, nos estados de Minas Gerais, Bahia e Espírito Santo.
Em Minas e Espírito Santo, as enchentes após fortes chuvas atingirem os estados entre janeiro e fevereiro daquele ano. Foi o maior desastre natural já registrado na região, tendo um total de 47 776 desabrigados, 74 vítimas fatais e 4 424 residências atingidas. Foram inundados 36 km de trechos da Estrada de Ferro Vitória a Minas (EFVM), com tráfego de trens paralisado durante duas semanas e posterior interrupção da extração do minério de ferro, e rodovias como a BR-101 precisaram ser interditadas. Houve grande repercussão mundial.
A sobrecarga do rio São Francisco também trouxe, naquele ano, enchentes em Minas Gerais e na Bahia. Neste último estado, o principal fenômeno também esteve relacionado com a sobrecarga da barragem de Sobradinho. Por consequência, vários municípios ribeirinhos do rio São Francisco foram inundados.

## Chuvas
As enchentes foram causadas pelo grande acumulado de chuva entre janeiro e fevereiro do ano de 1979 no Espírito Santo e em toda a porção leste do estado de Minas Gerais, durante 35 dias seguidos de chuvas intensas e contínuas. No dia 26 de janeiro, o acumulado foi de 100,8 mm em Bom Jesus do Galho, 128 mm em Nova Era, 109 mm em Dom Cavati e 114 mm em Colatina. Em 30 de janeiro, foram acumulados 132,1 mm em Aimorés e 164 mm no município de Ipanema, onde também choveram 216,4 mm no dia 26 e o acumulado mensal de janeiro foi de 722,2 mm. Em Itaguaçu o acumulado foi de 104 mm no dia 19 de janeiro e 127 mm em 31 de janeiro. Em 1º de fevereiro, foram 81,6 mm em Ipanema e 131,2 mm no município de Timóteo. Em 2 de fevereiro, choveram 161,2 mm em Belo Oriente, 117,4 mm em Dom Cavati e 108 mm em Ferros. Na capital mineira, Belo Horizonte, o acumulado de chuva entre janeiro e fevereiro chegou aos 1 239,8 mm.

## Impactos

Colatina, no Espírito Santo, inundada pelo rio Doce durante as enchentes de 1979 (Revista Manchete, 24 de fevereiro de 1979).

As cidades de Linhares, Colatina, Aimorés, Conselheiro Pena e Governador Valadares foram as mais atingidas às margens do rio Doce, além de Rio Piracicaba, Nova Era, Timóteo e Coronel Fabriciano, no rio Piracicaba; Caratinga, no rio Caratinga e córrego São João; Manhuaçu, no rio Manhuaçu; Ferros, no rio Santo Antônio; Mariana, no rio do Carmo; Frei Inocêncio, no rio Suaçuí Grande; e Itaguaçu, no rio Santa Joana. Ao menos 37 cidades ficaram ilhadas. Em Ipatinga, no Vale do Aço, os estragos atingiram proporções de tragédia: foram contabilizados cerca de 10 mil desabrigados e 42 mortos, a maioria soterrada por grande queda de encosta ocorrida em uma região do bairro Esperança denominada Grota do IAPI. Municípios como Tumiritinga, Galileia, Itueta, Resplendor, Antônio Dias, Baixo Guandu, Ponte Nova e Santana do Manhuaçu também foram afetados.
Após as enchentes, uma série de estações pluviométricas e fluviométricas foi instalada em diversos municípios visando a alertar a população de uma possível enchente, tendo o sistema administrado pela Companhia de Pesquisa de Recursos Minerais (CPRM). Em 6 de abril de 1979, foi realizado no Estádio do Maracanã, na cidade do Rio de Janeiro, um jogo de futebol amistoso entre o Atlético Mineiro e o Flamengo a fim de arrecadar dinheiro para as vítimas das enchentes. A partida foi vencida pelo time carioca, que teve participação especial de Pelé, por 5 a 1.
Com a cheia do rio São Francisco, vários municípios mineiros e baianos foram inundados. Foram registrados casos em municípios como Pirapora, Montes Claros, Januária, São Romão, Malhada, Paratinga e Xique-Xique.

## Sucedentes
Em janeiro de 1997, novas enchentes de grandes proporções atingiram diversas cidades situadas entre Minas Gerais, Espírito Santo e Rio de Janeiro, após chuvas contínuas. Nos três estados, registraram-se 82 mortes, 11 750 casas foram danificadas e outras 1 857 ficaram destruídas, afetando 175 municípios. Em Governador Valadares grande parte da cidade foi inundada pelo rio Doce, sendo então a segunda pior enchente da história da cidade (perdendo para a de 1979) e em 2012 ocorreu a terceira pior, quando o rio atingiu quatro metros e treze centímetros acima do nível normal no dia 6 de janeiro daquele ano.
Os danos causados pelas enchentes de 2013, no entanto, são comparáveis aos de 1979, tendo deixado mais de 40 mortos e 50 mil pessoas fora de suas casas. Mais de cem municípios nos estados de Minas Gerais e Espírito Santo foram afetados, sendo decretado estado de emergência em todo o Espírito Santo. Em cidades como Barra de São Francisco e Rio Bananal os estragos de 2013 foram superiores aos da década de 70.